# 泰州市中医院
泰州市中医院，是中华人民共和国江苏省泰州市的一所中医院，为三级甲等中医院，位于泰州市邑庙街24号。

## 规模
泰州市中医院总床位300张，日门诊量826人次。